# Oskar Ursinus Vereinigung
Die Oskar Ursinus Vereinigung (Deutscher Verein zur Förderung des Eigenbaus von Luftfahrtgerät e. V.), benannt nach dem Luftfahrtpionier Oskar Ursinus, wurde auf Initiative von Claudius Dornier jr. und Wolfgang Wagner, damals Chefredakteur einer bekannten Luftfahrtzeitschrift am 9. März 1968 im Deutschen Museum in München gegründet. Zweck des Vereins ist es, seine Mitglieder bei der Verwirklichung eines Flugzeugeigenbaus zu unterstützen. Dabei stehen dem Erbauer von der Planung, über den Bau und die Erprobung bis zur endgültigen Verkehrszulassung beim Luftfahrt-Bundesamt erfahrene Luftfahrzeugprüfer und Ingenieure zur Seite. Der Verein hat derzeit (2022) etwa 1200 Mitglieder.
Als Selbstbauten gelten Nachbauten von historischen Flugzeugen, Bausatzflugzeuge und Eigenkonstruktionen. Es werden nicht nur Einzelpersonen und Vereine unterstützt, sondern z. B. auch innovative Hochschulprojekte zur Entwicklung von modernen Leichtbauweisen und alternativen Antriebssystemen.

## Geschichte
Seit ihrer Gründung im Jahr 1968 hat die OUV dabei über 650 Flugzeuge und Drehflügler erfolgreich bis zum Erstflug betreut.
Die OUV gliedert sich in Mitgliederversammlung, Präsidium und Projektausschuss und verfügt über einen eigenen luftfahrttechnischen Betrieb (CAMO), sowie eine Lärmmessstelle. Präsident der Vereinigung ist seit 2022 Klaus Richter.
Mitte März findet alljährlich das zweitägige Frühjahrstreffen im Technik-Museum Speyer, bei dem Referenten zu den verschiedensten Themen im Flugzeugbau vortragen sowie eigene Projekte vorgestellt werden. Das Sommertreffen wird traditionell als „Fly-In“ veranstaltet, das heißt Mitglieder treffen sich mit den selbst gebauten Flugzeugen, die als Einzelstücke zugelassen sind. Beide Veranstaltungen stehen auch jedem interessierten Nichtmitglied offen.
In anderen europäischen Ländern gibt es Vereine mit ähnlichen Zielen, etwa den Igo Etrich Club in Österreich, die EAS in der Schweiz und die RSA in Frankreich.